# ジョン・ノード
ジョン・ノード（John Nord、1959年10月18日 - ）は、アメリカ合衆国の元プロレスラー。ミネソタ州セントクラウド出身。
WWFではザ・バーザーカー（The Berzerker）、日本ではビッグ・ジョン・ノード（Big John Nord）などのリングネームで知られた。

## 来歴
ジェシー・ベンチュラやロード・ウォリアーズなどのトレーナーとして知られるエディ・シャーキーのコーチを受け、1984年に地元ミネソタのAWAでデビュー。1985年よりビル・ワットが主宰するMSWAに移り、ザ・バーバリアン（The Barbarian）のリングネームで活動。超大型の若手ヒールとしてジェイク・ロバーツとも共闘し、ロックンロール・エクスプレス、テッド・デビアス、ジム・ドゥガンらと対戦する。同年11月、当時MSWAとの提携ルートを持っていた新日本プロレスに初来日。ハクソー・ヒギンズと組んでIWGPタッグ・リーグ戦に参加した。
1986年よりノード・ザ・バーバリアン（Nord the Barbarian）として古巣のAWAに参戦。髪と髭を伸ばし、コスチュームは毛皮のベストとブーツという、ブルーザー・ブロディそっくりの野獣スタイルに変身する。同年4月20日にミネアポリスのメトロドームで行われた "Wrestle Rock 86" では、そのブロディとのタッグでジミー・スヌーカ&グレッグ・ガニアと対戦した。後のリップ・モーガン、ロン・パワーズ、ザ・プレデターなどもブロディを模したキャラクターとして知られるが、その先駆者ともいえるノードは、風貌や体格などのビジュアル面においてはブロディのクローンのような存在だった。
AWAではシーク・アドナン・アル＝ケイシーをマネージャーにボリス・ズーコフやモンゴリアン・ストンパーと共闘して、ロード・ウォリアーズ、サージェント・スローター、ジェリー・ブラックウェル、スコット・ホール、カート・ヘニングらと抗争。その後、テキサス州ダラスのWCCW参戦を経て1989年にAWAに復帰した際は、ネルシャツにジーンズ姿のランバージャックをイメージしたユーコン・ジョン・ノード（"Yukon" John Nord）に改名。1990年3月には、このスタイルで新日本に再来日している（リングネームはノード・ザ・バーバリアンのままだった）。
1991年下期にWWFと契約。バイキングをギミックとしたヒールに変身し、北欧神話に登場する狂戦士ベルセルクの英語読みであるザ・バーザーカー（The Berzerker）を名乗る。ミスター・フジをマネージャーに迎え、角の付いた兜を被り、白い毛皮のブーツを履いて剣と楯を手に入場。ギミックこそ変更したものの、髪と髭はさらに伸びてますますブロディに近い風貌となり、試合中および入場時には "Huss! Huss!" というブロディを真似たシャウトを連呼した。
WWFではジ・アンダーテイカーやブリティッシュ・ブルドッグとの短期抗争が組まれ、アンダーテイカー戦では剣をリングに突き刺すなどの蛮行を見せたが、不器用な試合ぶりが災いしてか、本格的な抗争アングルには発展しなかった。ブルドッグとは1992年4月5日のレッスルマニア8で対戦が組まれるも、時間抑制のため当日になって中止にさせられている。1992年はSWSおよびWARにも来日したが、同年下期からはミスター・フジもヨコズナのマネージャーに専念するようになり、活躍の機会を与えられないまま1993年2月にWWFを退団した。
1994年1月、全日本プロレスにビッグ・ジョン・ノード（Big John Nord）の名前で来日。4月開幕のチャンピオン・カーニバルにも出場して、スタン・ハンセンやスティーブ・ウィリアムスとも対戦した。1997年からは髪を短めのブロンド・ヘアーにして本名のジョン・ノード名義でWCWに登場。しかし、ミッドカード戦線にすら絡むことのないジョバーの扱いで、翌1998年に解雇された。
その後は兄弟の経営する自動車販売会社 "Nord East Motors" に勤務しつつ、2005年頃までミネソタ州のインディー団体にスポット参戦していた。

## 得意技
- ビッグ・ブート
- ビュイック
- ランニング・ニー・ドロップ
- ドロップキック
- ハイアングル・ボディスラム
- ギロチン・ドロップ